# Gustav Krklec
Gustav Krklec (Udbinja kraj Karlovca, 23. lipnja 1899. – Zagreb, 30. listopada 1977.), bio je hrvatski književnik, prevoditelj s ruskog, češkog, slovenskog i njemačkog jezika, prvi predsjednik Društva hrvatskih književnih prevodilaca. Jedan od najvažnijih hrvatskih književnika 20. stoljeća.

## Životopis
Gustav Krklec rodio se u mjestu Udbinja kraj Karlovca kao prvo dijete u obitelji Augusta i Hermine Krklec rođ. Wells. Djetinjstvo je proveo u Maruševcu, u Hrvatskom zagorju. Gimnaziju je pohađao u Varaždinu, Sušaku i Zagrebu. Najprije se upisao na studij u Beču, na Visoku školu za fizičku kulturu, a zatim u Zagrebu, na Filozofski fakultet. Godine 1922. odlazi iz Zagreba u Beograd. Tamo boravi do početka rata kada prelazi u Zemun.
U Zemunu je radio kao državni činovnik i surađivao u listu Graničar sve do bombardiranja Zemuna, u ožujku 1944. godine. Bio je predsjednikom Veslačkog kluba Zemun. Nakon toga se sa suprugom Mirjanom nakratko preselio u Slankamen, a kraj rata dočekao je u Samoboru. U rujnu 1945. godine u Zagreb dolazi i njegova supruga, te od tada Krklec živi i radi u Zagrebu sve do smrti 30. listopada 1977. godine.

## Književno stvaralaštvo
Najvažniji dio Krklecova književnoga djela čine stihovi. Pisao je i eseje, kritike, putopise, feljtone i aforizme. Mnogo je prevodio, najviše s ruskoga, njemačkog, ali i sa slovenskoga i češkoga jezika. Krklec se bavio i takozvanom dnevnom kritikom. Posebno se ističu njegovi prijevodi Puškina, Prešerna i Brechta. Pod pseudonimom Martin Lipnjak napisao je niz kritičkih zapisa i eseja.

## Djela
Nepotpun popis:
- „Lirika” (1919.)
- „Grobnica: rapsodija u tri djela” (1919.)
- „Srebrna cesta” (1921.)
- „Beskućnici: roman izgubljenog naraštaja” (1921.)
- „Nove pjesme” (1923.)
- „Ljubav ptica” (1926.)
- „Izlet u nebo” (1928.)
- „San pod brezom” (1940.)
- „Darovi za bezimenu” (1942.)
- „Ranjeni galeb: pjesme šestorice” (1942.) (suautori Frano Alfirević, Salih Alić, Nikola Šop, Vlado Vlaisavljević i Ivo Balentović)[4]
- „Tamnica vremena” (1944.)
- „Izabrane pjesme” (1947.)
- „Telegrafske basne” (1952.)
- „Lica i krajolici” (1954.)
- „Pisma Martina Lipnjaka iz provincije” (1956.)
- „Zagorski vinograd” (1958.)
- „Noćno iverje” (1960.)
- „Izabrane pjesme” (1961.)
- „Izabrani epigrami” (1963.)
- „Drveni bicikl” (1964.)
- „Drveni klinci: izabrani epigrami, aforizmi i telegrafske basne” (1973.)
- „Crni kos: izabrane pjesme” (1974.)
- „Odabrana djela Gustava Krkleca” (1977.)

- Knjiga 1: „Srebrna cesta: pjesme”
- Knjiga 2.: „Žubor života: pjesme”
- Knjiga 3.: „Lica i krajolici”
- Knjiga 4.: „Pisma iz provincije”
- Knjiga 5.: „Noćno iverje”
- Knjiga 6.: „Majmun i naočari”

## Nagrade
- 1944.: Antunovska nagrada[3]
- 1968.: Nagrada Vladimir Nazor za životno djelo

## Spomen
- Prigodom stote obljetnice piščeva rođenja 23. lipnja 1999. godine, na pročelju kuće u Maruševcu u kojoj je hrvatski pjesnik proživio sretno djetinjstvo, Matica hrvatska u Varaždinu i Općina Maruševec postavile su mu spomen-ploču.[1]
- U varaždinskoj Gradskoj knjižnici nalazi se i spomen-soba Gustava Krkleca.[1]
- Osnovna škola Gustava Krkleca, Zagreb[5]
- Osnovna škola Gustav Krklec, Maruševec[6]
- Gradska knjižnica i čitaonica Gustav Krklec, Ivanec[7]

### Članci
- Šimundža, Drago. 1989. Gustav Krklec — pjesnik životne radosti i tihih rezignacija. Crkva u svijetu. Sveučilište u Splitu - Katolički bogoslovni fakultet. Split. 24 (3): 252–264